# Tomaž Jakofčič
Tomaž Jakofčič - "Jaka" slovenski alpinist, gorski vodnik, * 24. maj 1970, Reutlingen, Nemčija.
Z alpinizmom se je začel ukvarjati s 13. letom, na Akademski alpinistični odsek je prišel leta 1987, dve leti kasneje postal alpinist. Leta 1997 je opravil izpit za alpinističnega inštruktorja, leta 2003 pa izpit za gorskega vodnika z mednarodno licenco. Tomaž je kategoriziran športnik mednarodnega razreda zaposlen v športni enoti slovenske policije.
Opravil je več prvenstvenih vzponov, tako v Sloveniji kot tudi v tujini. Preplezal je tudi športnoplezalne smeri do 8b.
Je prvi slovenski gorski vodnik, ki je na vrh Mount Everesta vodil tuje stranke.

## Pomembnejši alpinistični vzponi v Sloveniji in Evropi
- Triglav, Obraz Sfinge, IX+, 160 m
- Triglav, Na drugi strani časa: VIII, A2, 300 m, prvenstvena
- Triglav, Metropolis VIII/VII+, 350 m, prvenstvena
- Rušica, Čingulmaki, VIII+/IX-, 250 m, prvenstvena
- Mont Blanc, Divine Providence VII, A2-3, 1500 m
- Tour des Jorasses, Etoiles Filantes VIII+/IX-, 450 m
- Grand Capucin, Bonattijeva smer VIII+/IX-, 400 m
- Grand Jorasses, Crozov steber VI 5 M, 1200 m
- Materhorn, Schmidtova smer  VI 4+ M, 1100 m
- Aig des Pelerines, Beyond Good & Evil  V 6, 600 m

## Odprave
Tien shan 1995
- Troglav (5510 m): Slovenska smer ED (VI, 85/IV, 60°, 1000 m), prvenstvena

Daulagiri 1998
- Daulagiri (8167 m), vrh po SV greben

Gjačung Kang 1999
- Gjačung Klang (7952 m), prvenstvena Slovenska smer (VI/4, 2000 m)
- Siguang Ri (7308 m), prvenstvena  Slovenska smer (IV, 1200 m)

Cordillera Blanca 1999
- Chacraraju (6001 m), Jaegerjeva smer (VI, 650 m)
- Copiqualki (6364 m), SZ greben – klasična smer

ZDA 2000
- El Capitan, The Shield (VI, 5.9, A3+, 1100 m)

Ogre 2001
- Zaradi nevarnih razmer in vremena obrnili na višini 5600 m.

Patagonija 2002-2003
- Severni stolp Paine, Los Esclavos del Barometro (VII, A2, 500 m, prv.)
- Severni stolp Paine, La Ultima Esperanza (VII+, A2, 500 m)

Patagonija 2003-2004
- Centralni stolp Paine, Bonington – Whillans (VI, A2, 650 m)
- El Mocho, Benietres VII+/VIII-, A2, 500 m
- Fitz Roy, Francosko Argentinska smer (VII+, A0, 1000 m)

Great Trango Tower 2004
- Great Trango (6287 m), Woolums – Selters 80 st / 50 st, 1200 m
- Trango Monk (5850 m), Chota Badla (VII, A2, 70 st, 450 m, prv in 1. vzpon na vrh)
- Trango Tower (6251 m), Eternal Flame (VIII-, A2, 1000 m, 1.vzpon v alpskem slogu)

Patagonija 2005
- Cerro Almirante Nieto, Eol (VIII-/VII, VI, 650 m; prvenstvena smer)
- Inominatta, Corallo (VIII+, A0, 600 m, 2.p.)
- Aguille Mermoz, Hipermermoz (VIII-, 650 m, 1.pp)

Ama Dablam 2005
- Ama Dablam (6822 m), vrh po JV grebenu

Patagonija 2006
- Fitz Roy, Ensueno (VII+, A1, 1700 m, 1.ponovitev do vrha gore)
- Aguille Rafael Juarez, West Ridge Integral (VIII-/VII, VI, 850 m, 1.ponovitev)
- Aguille St. Exupery, Claro di Luna (VII+/VIII-, 800 m)

Patagonija 2007
- Fitz Roy, Los Ultimos Dias del Paraiso (6c, A2, 1700 m, 600 m prvenstvenih)
- Aguille Guillamet, Poljska smer (VII, A1, 500 m, 1. ponovitev)

## Športno plezanje
- Mišja peč: Pikova dama 8b
- Bitnje: Mene iščeš sonce 8b
- Španija (Sella): Lengua di Sarpiente 7c, NP
- Kalymnos: Priapos 7c, NP